# Aleuroclava nephelii
Aleuroclava nephelii là một loài côn trùng cánh nửa trong họ Aleyrodidae, phân họ Aleyrodinae.
Aleuroclava nephelii được Corbett miêu tả khoa học đầu tiên năm 1935.